# Замлацький водоспад
Замла́цький — водоспад в Україні, у гірському масиві Ґорґани (Українські Карпати). Розташований у межах Івано-Франківського району Івано-Франківської області, на південний захід від села Манява. 

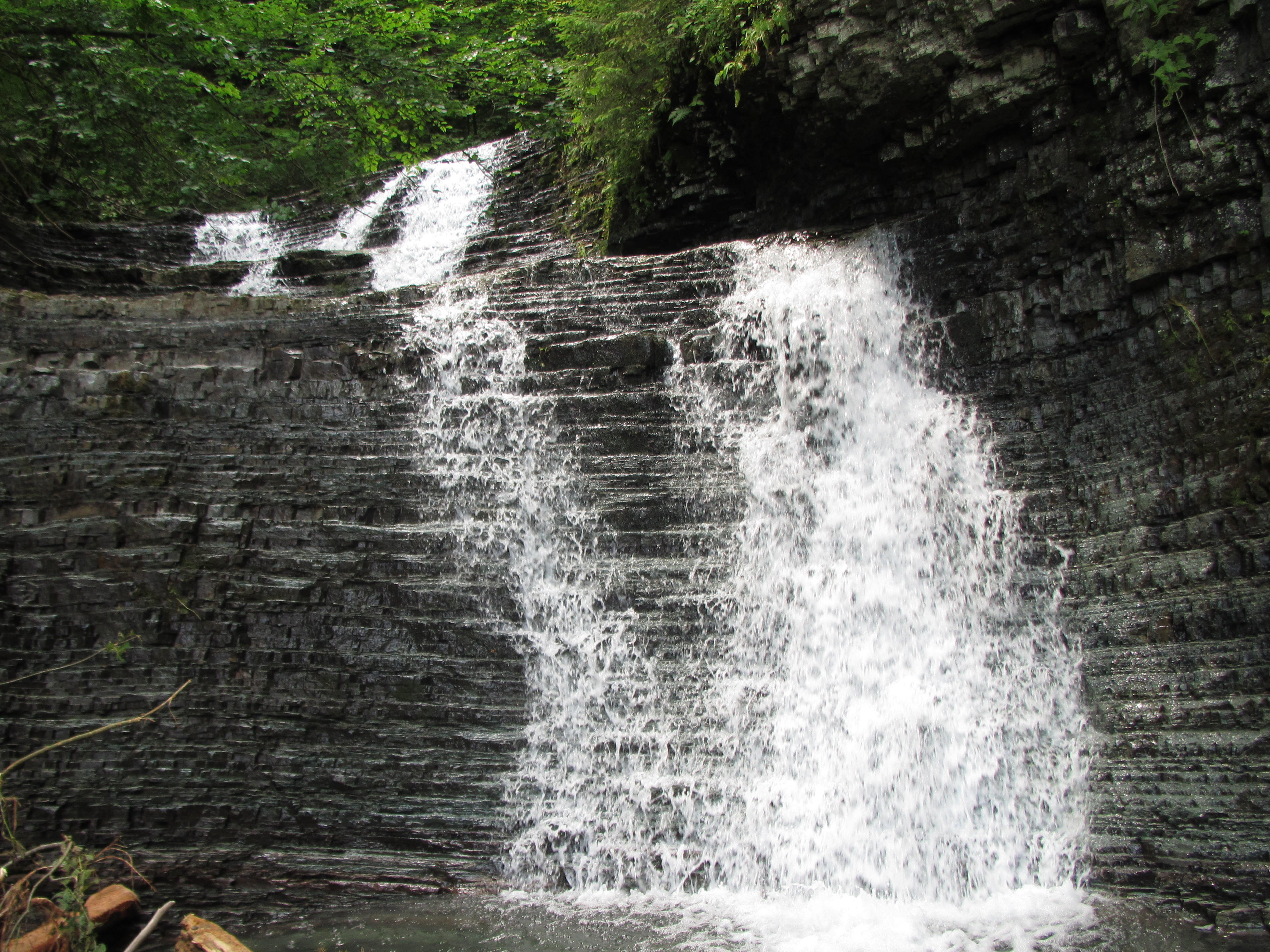

Замлацький є водоспадом каскадного типу, загальною висотою 8 м. Розташований приблизно за 600 м вище від місця впадіння струмка Замлаки до Манявки. Уступ водоспаду сформований дрібноритмічним флішем.